# 吕沙
吕沙（法語：Luchat，法語發音：[lyʃa]）是法国滨海夏朗德省的一个市镇，位于该省中部，属于桑特区。

## 地理
吕沙（45°43'5"N, 0°45'47"W）面积4.67 平方千米，位于法国新阿基坦大区滨海夏朗德省，该省份为法国西部滨海省份，北起旺代省，西临大西洋，南至吉倫特省，东南接多爾多涅省，东北接德塞夫勒省接壤，东临夏朗德省。
与吕沙接壤的市镇（或旧市镇、城区）包括：拉克利斯、科尔姆鲁瓦亚勒、佩西讷、皮萨尼、瓦尔宰。

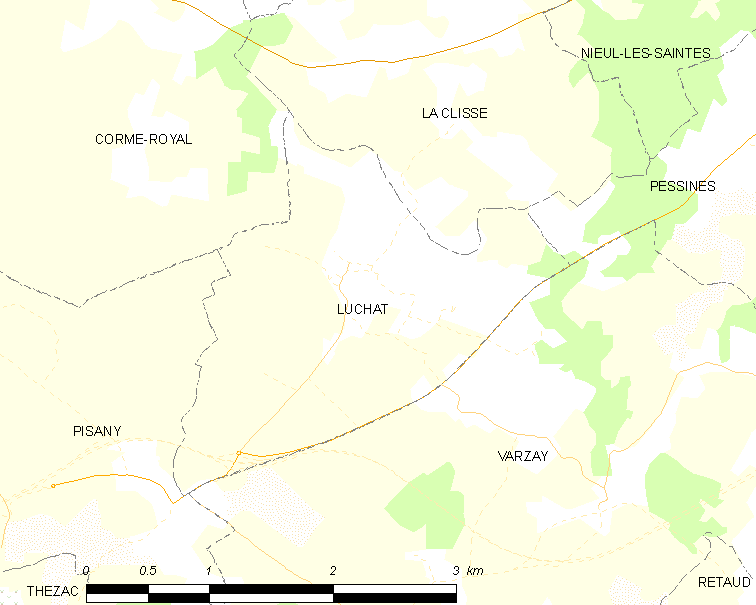
吕沙的OSM定位图

吕沙的时区为UTC+01:00、UTC+02:00（夏令时）。

## 行政
吕沙的邮政编码为17600，INSEE市镇编码为17214。

## 政治
吕沙所属的省级选区为泰纳克县。

## 人口

1962-2008年间吕沙人口变化图示

吕沙于2022年1月1日时的人口数量为513人。